# ČSD T 478.3 sorozat
A ČSD T 478.3 sorozat egy csehszlovák Bo'Bo' tengelyelrendezésű dízelmozdony-sorozat volt. 1970 és 1977 között összesen 408 db-ot gyártott a ČKD a ČSD részére. Csehszlovákia felbomlása után a sorozat a ČD-hez, mint ČD 750 sorozat és ČD 753 sorozat, a ŽSSK-hoz, mint ŽSSK 750 sorozat és ŽSSK 753 sorozat került. A 753-as sorozatba mindkét vasúttársaságnál a modernizált vonatfűtéssel ellátott 750-es sorozatú mozdonyok kerültek. Kettő mozdonyt 1995-ben átépítettek, ezek az új ČD 755 sorozatba kerültek.
A különleges szélvédő-kialakítása miatt a mozdony beceneve Búvár.

## Vasútmodell
TT méretarányban a mozdony különböző változatait gyártja a Kühn Model & Digital (D) és az MTB (CZ. Korábban a Roco (AT)  gyártási palettáján is szerepelt.

## Képek

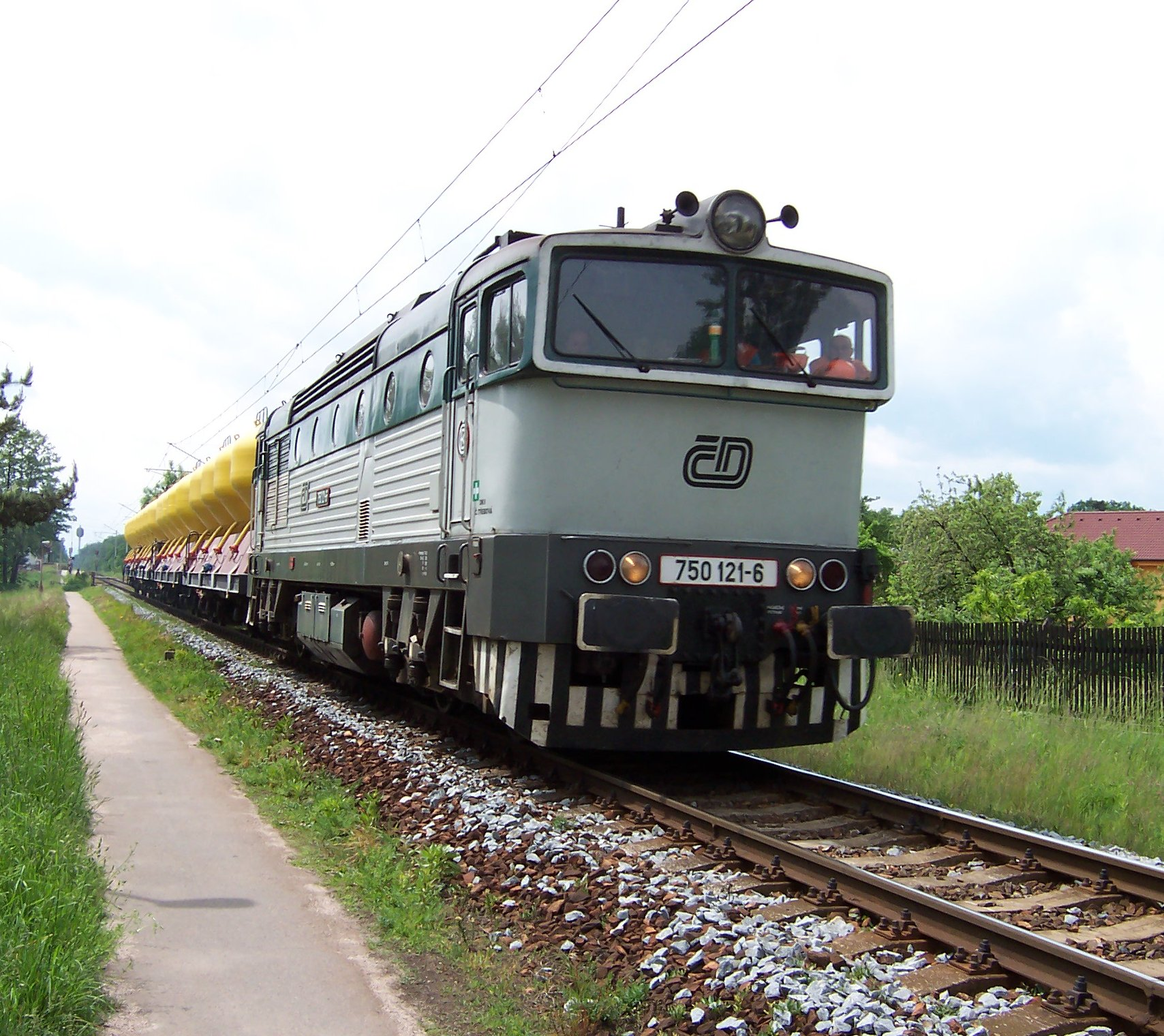
ČD 750 sorozat Čeperka állomáson
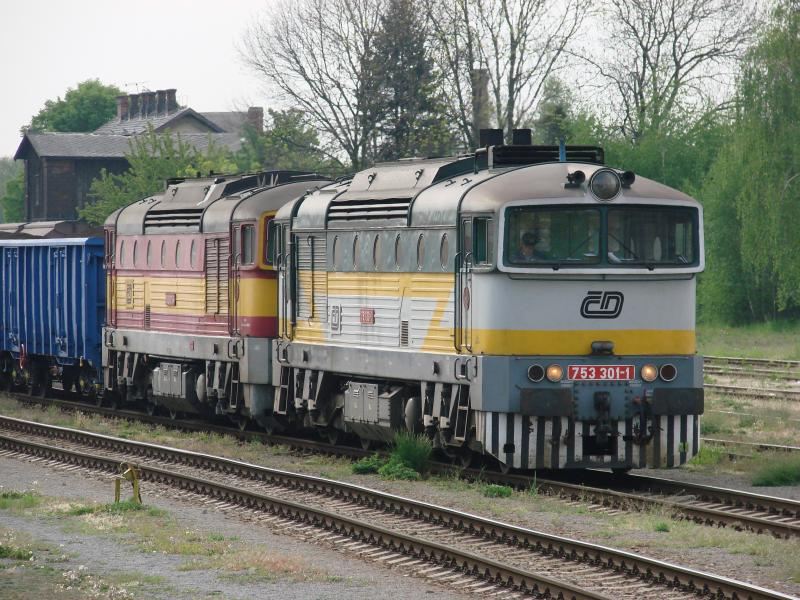
753 301 és 753 073 Turnovban
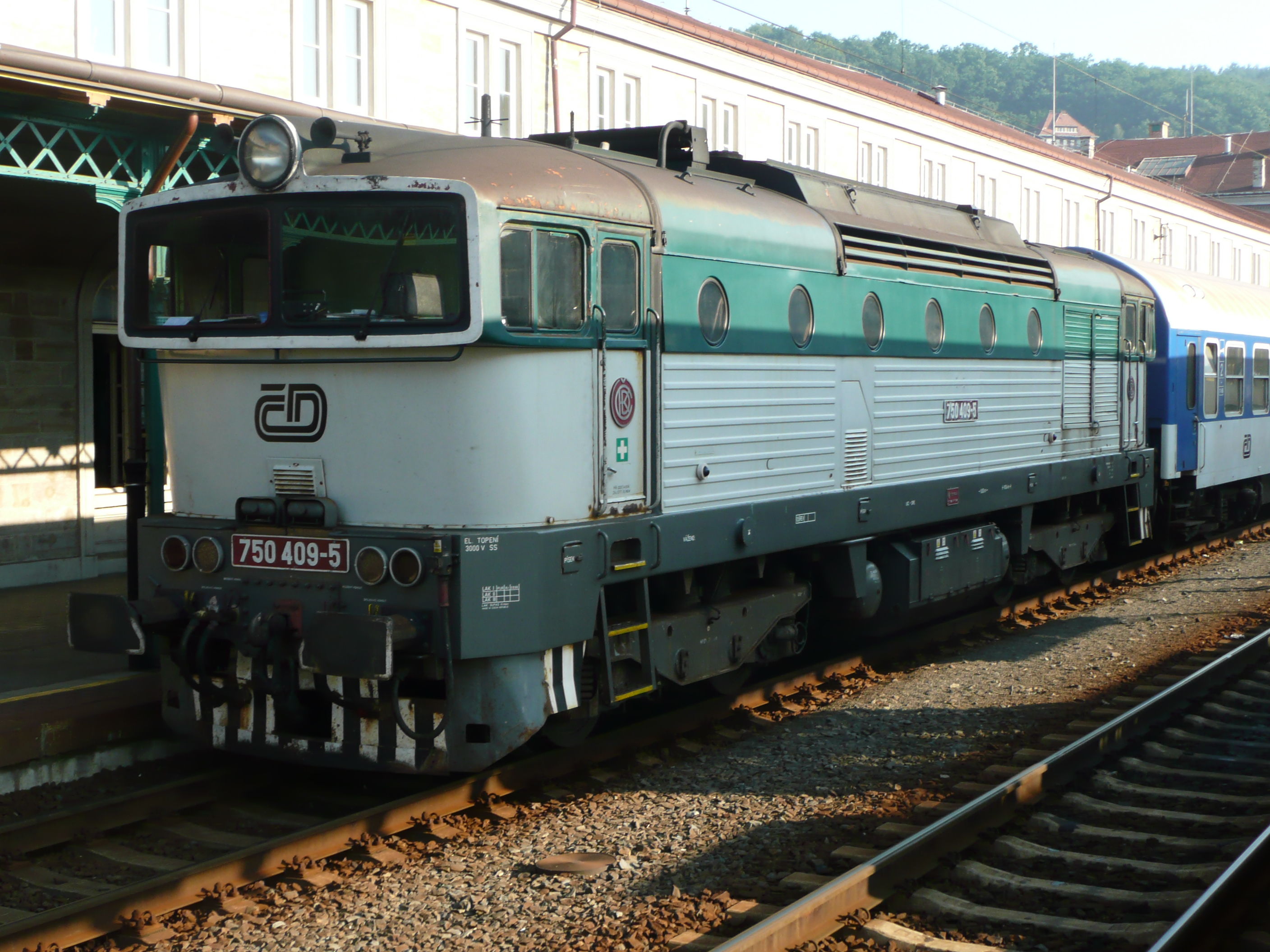
750 409 a Drezda–Děčín-vasútvonalon az Elba-Labe-Sprinterrel Děčín állomáson
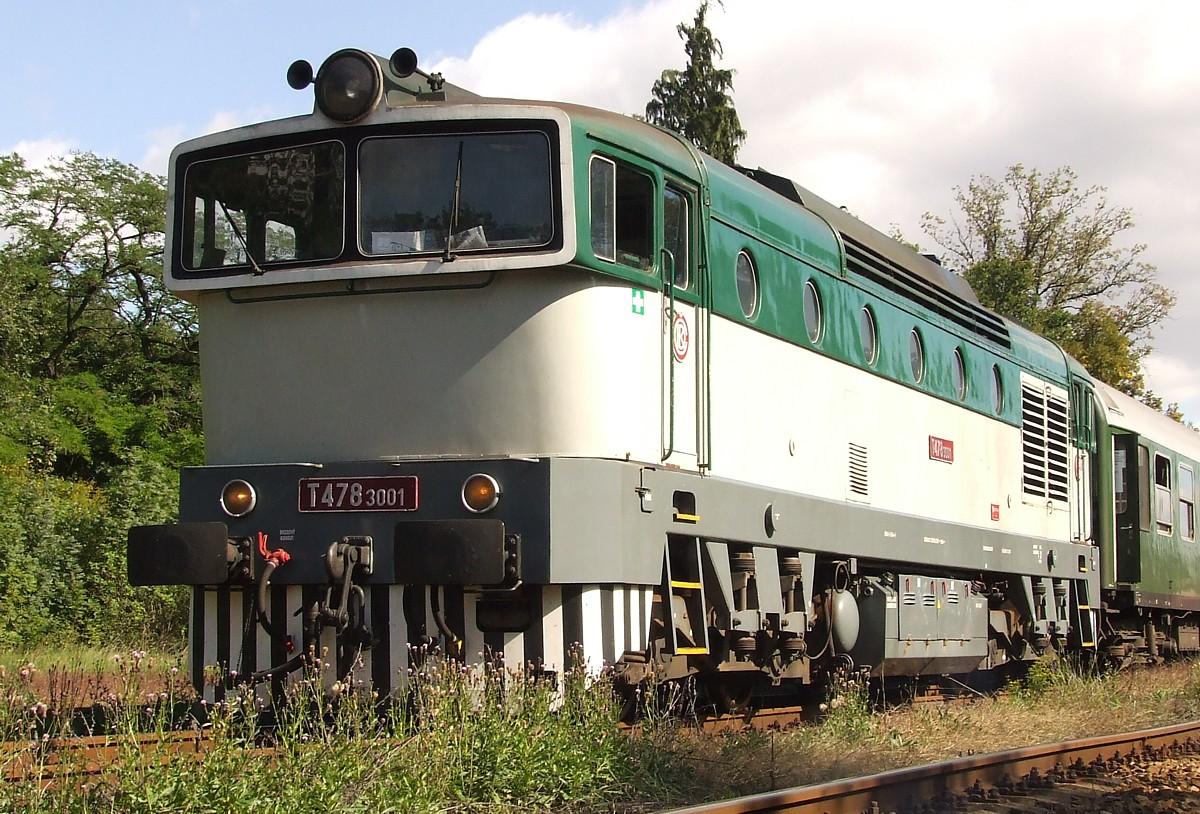
A T 478.3001 múzeummozdony
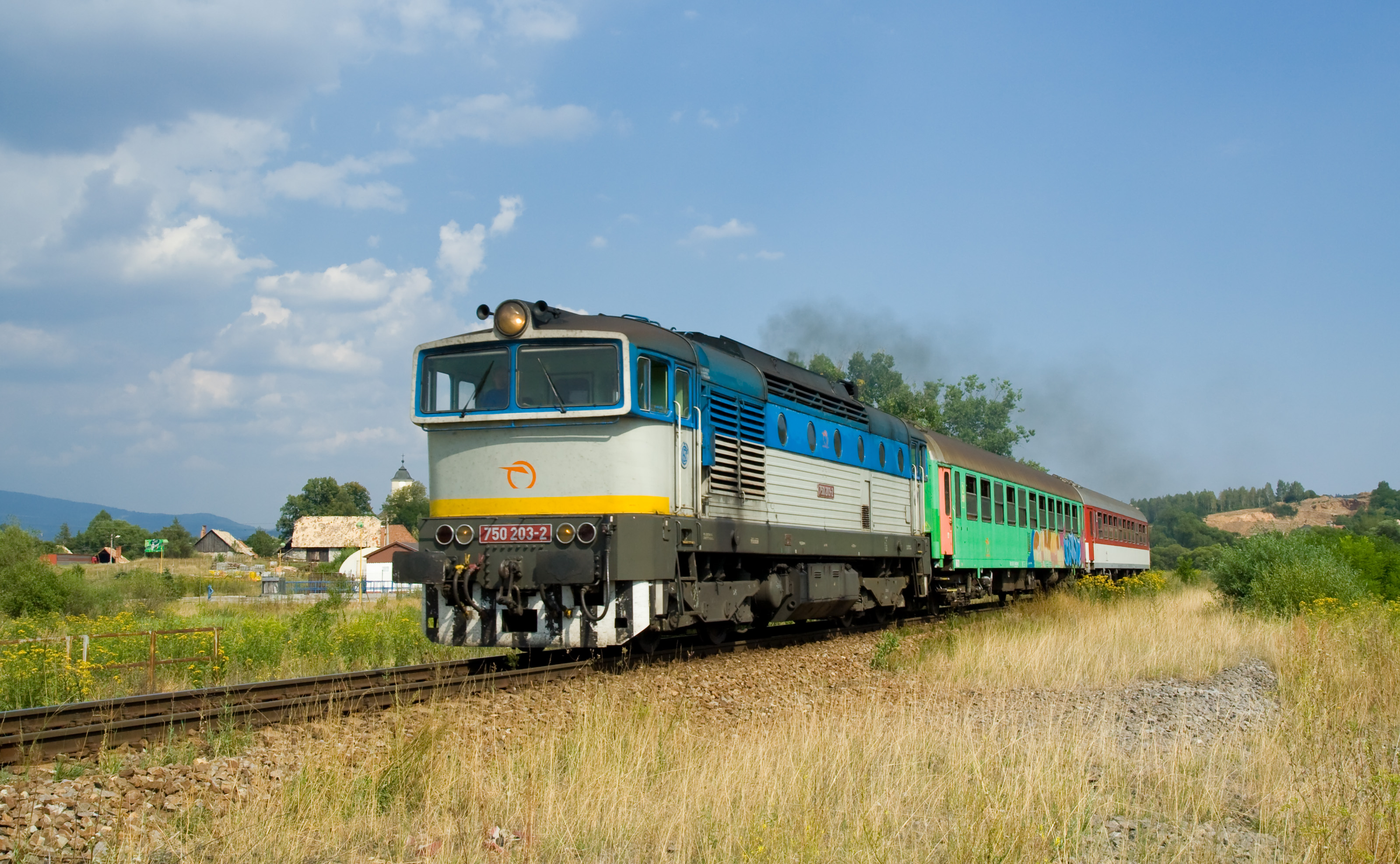
ŽSSK 750 sorozat